# Glyptanachis hilli
Glyptanachis hilli is een slakkensoort uit de familie van de Columbellidae. De wetenschappelijke naam van de soort werd in 1932 voor het eerst geldig gepubliceerd door Henry Augustus Pilsbry & Lowe.